# Invarianta (matematika)
Invarianta je v matematiki lastnost nekaterih matematičnih objektov, ki ostane nespremenjena, kadar se izvede določene transformacije na tem objektu. Zgled: ploščina trikotnika je invarianta glede na toge premike trikotnika. Količine, ki ohranijo vrednost po transformaciji, imajo lastnost invariantnosti glede na dano transformacijo.
Invariante se uporabljajo na različnih področjih matematike, kot so geometrija, topologija in algebra. Nekateri pomembni razredi preslikav so določeni z invariantami, ki ostanejo nespremenjene. Zgled: konformne preslikave, ki ohranjajo kote. Invariante so pomembne pri razvrščanju matematičnih objektov. 

## Zgledi
Enostavni zgledi:
- ena izmed osnovnih primerov invariantosti  je človekova zmožnost štetja.

- identiteta ostane resnična za vse spremenljivke, ki se jih lahko uporabi.

- tudi razdalja med dvema točkama na realni premici je invarianta, ker se lahko doda ali odšteje isto vrednost obema številoma. Množenje nima te lastnosti in zato se reče, da množenje ni invarianta za množenje.

- prav tako so koti in razmerja invariante za skaliranje, vrtenje, premike (translacije) in zrcaljenje.

Komplicirani zgledi:
- realni del in absolutna vrednost kompleksnega števila je invarianta za konjugacijo
- stopnja polinoma je invarianta za spremembo spremenljivk
- razsežnost topološkega objekta je invarianta za homeomorfizem
- število negibnih točk dinamičnega sistema je invarianta za mnoge matematične operacije
- evklidska razdalja je invarianta za ortogonalne preslikave
- evklidska površina je invarianta za linearne preslikave z determinanto enako 1.
- dvorazmerje je invarianta za projektivne preslikave
- determinanta, sled matrike, lastne vrednosti (lastni vektorji in lastne vrednosti) kvadratne matrike so invariante za spremembo baze
- varianca verjetnostne porazdelitve je invarianta za translacije realne premice, kar pomeni, da slučajna spremenljivka ostane nespremenjena, če se ji doda konstanto